# William Brouncker
William Brouncker, 2. vikont Brouncker, PRS, angleški matematik, * 1620, Castlelyons, severno od Corka, Irska, † 5. april 1684, Westminster, London, Anglija.

## Življenje in delo
O Brounckerjevi mladosti je malo znanega. S šestnajstimi leti je začel študirati na Univerzi v Oxfordu, kjer je študiral matematiko, jezike in medicino.
Brouncker je dosegel nekaj pomembnih rezultatov pri raziskovanju verižnih ulomkov in značilnosti nekaterih elementarnih krivulj. Na podlagi Wallisove enačbe je leta 1655 sestavil posplošeni verižni ulomek za π:
{\displaystyle {\frac {4}{\pi }}=1+{\cfrac {1^{2}}{2+{\cfrac {3^{2}}{2+{\cfrac {5^{2}}{2+{\cfrac {7^{2}}{2+{\cfrac {9^{2}}{2+{\cfrac {11^{2}}{2+\ddots }}}}}}}}}}}}}
To je obratna vrednost razmerja med ploščino kroga in ploščino temu krogu očrtanega kvadrata.
Iz tega verižnega ulomka izhajajo prvi približki za π:
{\displaystyle \pi _{1}=2;3;[2;1,2]={8 \over 3}=2,66666666666\;,}
{\displaystyle \pi _{2}=3;{7 \over 2};[3;2,7]={52 \over 15}=3,46666666666\;,}
{\displaystyle \pi _{3}=2;3;{26 \over 9};{29 \over 10};{55 \over 19};[2;1,8,1,1,5]={304 \over 105}=2,89523809524\;,}
{\displaystyle \pi _{4}=3;{7 \over 2};{10 \over 3};{167 \over 50};{177 \over 53};[3;2,1,16,1,5]={1052 \over 315}=3,33968253968\;,}
{\displaystyle \pi _{5}=2;3;{122 \over 41};{125 \over 42};{372 \over 125};{497 \over 167};[2;1,40,1,2,1,20]={10312 \over 3465}=2,976044617605\;.}
Konvergenti so povezani z Leibnizevo vrsto. Na primer:
{\displaystyle {\frac {1}{1+{\frac {1^{2}}{2}}}}={\frac {2}{3}}=1-{\frac {1}{3}}\!\,}
in:
{\displaystyle {\frac {1}{1+{\frac {1^{2}}{2+{\frac {3^{2}}{2}}}}}}={\frac {13}{15}}=1-{\frac {1}{3}}+{\frac {1}{5}}\!\,.}
Ker Brounckerjev obrazec počasi konvergira, ni uporaben za praktično računanje števila π.
Med dopisovanjem z de Fermatom med letoma 1657–1658 je odkril postopek reševanja Fermat-Pellove diofantske enačbe x2 - n y2 = 1.
Brouncker je prvi pisal za razmerje obsega in premera krožnice π/δ kot začetni črki besed περιμετρoς: perimetros, polmer in διαμετρoς: diametros, premer. Kasneje je Euler leta 1737 prevzel Jonesov simbol π iz leta 1706.
Verižne ulomke je uporabil Bombelli (1526–1573) leta 1572. Sistematično jih je zapisal Cataldi (1548–1626) v svoji razpravi o iskanju kvadratnih korenov števil, objavljeni v Bologni leta 1613. Njihove značilnosti in teorijo sta naprej razvila Huygens leta 1703 in Euler leta 1744.
Brouncker je bil od leta 1662 do 1677 drugi predsednik Kraljeve družbe.